# 제멋대로
"제멋대로"는 1960년 공개된 대한민국의 영화이다.

## 배역
- 박암
- 황정순
- 주선태
- 최무룡
- 김지미
- 최남현
- 도금봉
- 전계현
- 최삼
- 김희갑
- 남궁원
- 백금녀